# Iabúrovo
Iabúrovo (en rus: Ябурово) és un poble del krai de Perm, a Rússia, que en el cens del 2010 tenia 19 habitants.